# Selección masculina de rugby 7 de Jamaica
La selección masculina de rugby 7 de Jamaica es el equipo nacional de la modalidad de rugby 7 (7 jugadores).

## Historia
Fueron campeones del Seven de la RAN 2017 , siendo la primera selección caribeña en clasificarse para la Copa Mundial de Rugby 7 de 2018 y también participó en los Juegos de la Commonwealth de 2018. Anteriormente, participó en los torneos clasificatorios de la Serie Mundial de Rugby a Siete de Hong Kong de 2013, 2017 y 2018.

## Palmarés
- RAN Sevens (5): 2005, 2017, 2018, 2021, 2022.

## Participación en copas
| - Edimburgo 1993: no clasificó - Hong Kong 1997: no clasificó - Mar del Plata 2001: no clasificó - Hong Kong 2005: no clasificó - Dubái 2009: no clasificó - Moscú 2013: no clasificó - San Francisco 2018: 24º puesto - Ciudad del Cabo 2022: 24.º puesto - Serie Mundial 20-21: 11º puesto (5 pts) - Serie Mundial 21-22: 19º puesto (3 pts) - Challenger Series 2020: 10° puesto - Challenger Series 2022: 10° puesto - Challenger Series 2023: 12° puesto - Seven de Hong Kong 2013: Fase de grupos - Seven de Hong Kong 2017: Fase de grupos - Seven de Hong Kong 2018: Fase de grupos - Seven de Hong Kong 2019: Fase de grupos - Clasificatorio a Tokio 2020: Fase de grupos | - Kuala Lumpur 1998: no clasificó - Manchester 2002: no clasificó - Melbourne 2006: no clasificó - Nueva Delhi 2010: no clasificó - Glasgow 2014: no clasificó - Gold Coast 2018: 13º puesto - Birmingham 2022: 13º puesto - Río 2016: no clasificó - Tokio 2020: no clasificó - Guadalajara 2011: no clasificó - Toronto 2015: no clasificó - Lima 2019: 6º puesto - Santiago 2023: 7° puesto - Mayagüez 2010: 2º puesto - Veracruz 2014: no clasificó - Barranquilla 2018: 3º puesto - San Salvador 2023: 2º puesto |